# Paweł Szyma
Paweł Szyma, obecnie Paul Schyma (ur. w 1942 roku w Gliwicach) – polski artysta, zajmuje się malarstwem, rysunkiem, fotografią cyfrową i grafiką komputerową. 
Uzyskał dyplom w Wydziale Grafiki w krakowskiej Akademii Sztuk Pięknych, przez wiele lat był członkiem oddziału gliwicko-zabrzańskiego ZPAP. Przez długi okres mieszkał w Rudzie Śląskiej, gdzie pracował w szkole górniczej, równocześnie zajmując się fotografią. W latach 80. współpracował z Muzeum Miejskim w Zabrzu, wystawiał również w Muzeum Górnośląskim w Bytomiu i w Centrum Kultury w Katowicach. Za swój dorobek został uhonorowany nagrodą Ministra Kultury i Sztuki. Od 1985 roku, wraz z żoną, Urszulą Kapuścińską-Szyma, która również jest absolwentką ASP w Krakowie, mieszkają w Alsdorfie w Północnej Nadrenii. Po przeprowadzce do Niemiec, podjął podyplomowe studia w kierunku tworzenia grafiki komputerowej i fotografii cyfrowej. Pomimo zmiany miejsca zamieszkania, nie przestał wystawiać swoich prac w Polsce. W 2009 roku artysta wybrał się w podróż po Śląsku, podsumowując wędrówkę fotograficzną wystawą w Muzeum Miejskim w Rudzie Śląskiej pt. Ruda Śląska w obiektywie Pawła Szymy.